# Marián Chovanec

Bischofswappen

Marián Chovanec (* 16. September 1957 in Trencin, Tschechoslowakei) ist Bischof von Banská Bystrica.

## Leben
Er besuchte das Gymnasium seiner Heimatstadt Trencin und trat anschließend in das Priesterseminar in Bratislava ein. Wegen Teilnahme an einem Hungerstreik der Priesterorganisation Pacem in Terris wurde er nach Intervention der damaligen Staatsmacht 1981 vom Studium ausgeschlossen. Er absolvierte den Wehrdienst und verdiente sich seinen Unterhalt mit Hilfsarbeiten. 1986 nahm er die theologische Studien wieder auf und empfing am 17. Juni 1989 die Priesterweihe. Bereits zu seiner Kaplanszeit in einer Pfarrei in Nitra setzte er seine Studien fort (1990 an der Katholischen Universität Lublin/Polen). Er wurde Gemeinde-Administrator für Nitra-Drážovce und zum Archivar für das bischöfliche Amt in Nitra ernannt. Im Jahre 1994 promovierte er auf dem Gebiet der dogmatischen Theologie und war Dozent an der Cyril und Methodius Theologischen Fakultät der Comenius-Universität in Nitra.
Am 22. Juli 1999 wurde er von Papst Johannes Paul II. zum Titularbischof von Maxita und zum Weihbischof in Nitra ernannt. Die Bischofsweihe spendete ihm Ján Chryzostom Kardinal Korec am 18. September desselben Jahres; Mitkonsekratoren waren der Apostolische Nuntius in der Slowakei, Erzbischof Luigi Dossena, und der Erzbischof von Trnava, Ján Sokol.
Ab August 2000 war Bischof Chovanec Generalsekretär der slowakischen Bischofskonferenz und ab 1. März 2003 Generalvikar in Nitra.
Papst Benedikt XVI. ernannte ihn am 20. November 2012 zum Bischof von Banská Bystrica. Die Amtseinführung erfolgte am 15. Dezember desselben Jahres.